# Tomás Villalba
Tomás Villalba Albín (Dolores, 9 de dezembro de 1805 — 12 de julho de 1886) foi um empresário e político uruguaio, servindo como presidente interino de seu país entre 15 de fevereiro e 20 de fevereiro de 1865. 

## Biografia
Foi nomeado ministro das Finanças pelo presidente Bernardo Prudencio Berro, em 8 de março de 1860. Em 1863, foi eleito senador por Canelones, em uma eleição primeiramente anulada, mas posteriormente votada e confirmada. Foi escolhido por seus pares para desempenhar o cargo de Presidente do Senado, em 15 de fevereiro de 1865.
Durante a Guerra do Uruguai, e com o fim do mandato presidencial de Atanasio Cruz Aguirre, Tomás Villalba foi eleito pelo Senado para assumir a presidência. Tropas francesas, italianas e espanholas desembarcaram em Montevidéu, a pedido de Villalba, para dissuadir os blancos radicais de tentarem um golpe para retomar o poder. Villalba entrou em conversações com Venancio Flores e José Maria da Silva Paranhos e, com o ministro residente italiano Raffaele Ulisse Barbolani servindo como intermediário, foi alcançado um acordo. Flores e Manuel Herrera y Obes (representando o governo de Villalba) assinaram um acordo de paz em 20 de fevereiro de 1865, em Villa de la Unión. Uma anistia geral foi concedida tanto a blancos quanto a colorados, e Villalba passou a presidência para Flores em caráter provisório até que eleições pudessem ser realizadas.